# Luc Millecamps
Luc Millecamps (* 10. září 1951, Waregem, Belgie) je bývalý belgický fotbalový obránce a reprezentant s přezdívkou Baardige Luc. Hrál na pozici libera.
Účastník EURA 1980 a Mistrovství světa 1982 (společně se svým bratrem Marcem Millecampsem).

## Klubová kariéra
Luc Millecamps strávil celou svou fotbalovou kariéru v belgickém klubu KSV Waregem, kde hrál se svým bratrem.
- KSV Waregem 1969–1986

## Reprezentační kariéra
V belgickém reprezentačním A-mužstvu debutoval 12. 9. 1979 v kvalifikačním utkání v Oslu proti domácímu týmu Norska (výhra 2:1).
S reprezentací se zúčastnil Mistrovství světa 1982 ve Španělsku. Největšího reprezentačního úspěchu dosáhl na Mistrovství Evropy v roce 1980 v Itálii, kde Belgie obsadila po prohře 1:2 se Západním Německem druhé místo.
Celkem odehrál v letech 1979–1983 za belgický národní tým 35 zápasů, branku nevstřelil.